# Kálmán Hazai
Kálmán Hazai   (Târgu Mureș, 17 de juliol de 1913 - Copenhaguen, 21 de desembre de 1996) va ser un waterpolista hongarès que va competir durant les dècades de 1930 i 1940.
El 1936 va prendre part en els Jocs Olímpics de Berlín, on va guanyar la medalla d'or en la competició de waterpolo.
En el seu palmarès també destaca la lliga hongaresa de 1940.